# Cani sciolti (film)
Cani sciolti (2 Guns) è un film del 2013 diretto da Baltasar Kormákur.
La pellicola, con protagonisti Denzel Washington e Mark Wahlberg, è l'adattamento cinematografico della miniserie a fumetti 2 Guns, pubblicata nel 2007 dai Boom!Studios, ideata e scritta da Steven Grant.

## Trama
Due apparenti criminali, Robert Trench e Michael Stigman, vengono fermati al confine degli Stati Uniti dopo aver incontrato il signore della droga Papi Greco in Messico. Trench è un agente della DEA sotto copertura e riferisce al suo superiore, Jessup, di aver fallito la sua missione che consisteva nell'acquistare da Greco la cocaina che sarebbe stata poi usata come prova per incriminarlo. Contro gli ordini di Jessup, Trench decide di aiutare Stigman a rubare 3 milioni di dollari a Greco dalla banca in cui li tiene, in modo da poter incastrarlo per riciclaggio di denaro. Poco dopo Trench si vede con Deb Rees, sua amante e collega impegnata allo stesso tempo con un altro uomo, e la porta a conoscenza del piano per la rapina. Nel frattempo Stigman, in realtà un sottufficiale dell'intelligence della marina sotto copertura, incontra il suo superiore Harold Quince, che gli ordina di uccidere Trench cosicché la Marina possa usare i soldi rubati nelle operazioni segrete.
Trench e Stigman rimangono di stucco nel trovare ben 43 milioni di dollari nelle cassette di sicurezza della banca. Dopo il colpo Stigman, eseguendo gli ordini, ferisce e abbandona Trench nel deserto anche dopo che egli gli ha fatto vedere il suo distintivo della DEA, poiché lo crede un poliziotto corrotto e quindi meritevole della morte, e fugge con i soldi. Una volta ottenuti i milioni, Quince tenta di uccidere Stigman, ma lui riesce a fuggire dopo aver appreso che il denaro verrà trasferito in una base navale a Corpus Christi. Nel frattempo Earl interroga e tortura il direttore della banca rapinata per sapere chi ha rubato i soldi. Trench si reca a casa di Jessup per riferirgli cos'è successo, ma Earl e i suoi uomini sono già lì ad aspettarlo. Earl uccide Jessup con la pistola di Trench e lascia andare quest'ultimo promettendogli di lasciarlo pulito se gli riporterà i 43 milioni. Trench si reca nell'appartamento di Stigman per scoprire dove ha messo i soldi e viene braccato da una squadra di Quince in cerca di Stigman.
Trench e Stigman rapiscono Greco e lo interrogano nel garage di Deb scoprendo che Earl è in realtà un agente della CIA e la banca rapinata conservava uno dei suoi fondi neri alimentati dalle tangenti dei cartelli della droga. Il garage viene attaccato dalla squadra di Quince e i tre (Trench, Stigman e Deb) finiscono per essere catturati da una squadra dello stesso Greco che li porta in Messico. Dopo averli torturati e aver ricevuto una visita di Earl, Greco concede ai due 24 ore per riportargli i 43 milioni in cambio della vita di Deb. Arrivati alla base della marina, Trench si infila nell'ufficio di Quince, credendo di trovarvi i soldi, ma non fa che scoprire che è Quince l'altro uomo con cui Deb si vede e che i due hanno deciso di usare Trench per rubare i soldi per loro stessi. Nel frattempo Stigman denuncia Quince all'ammiraglio Tuway. Tuway ordina la rimozione di Quince ma scaccia anche Stigman per non infangare il nome della marina nel caso si venisse a conoscenza della vicenda.
Incapace di trovare i soldi, Trench non riesce a salvare in tempo Deb che viene uccisa da Greco. Scopre però che il denaro, passato da Quince a Deb, si trova nella camera di un motel che lui e Deb frequentavano e, dopo averlo recuperato, ritorna da Stigman che nel frattempo è andato al ranch di Greco. Qui, in un grande rendez vous finale, Stigman viene circondato dagli uomini di Greco che vengono uccisi da quelli di Quince mentre arriva Earl con un elicottero della CIA. Trench giunge con una macchina piena di banconote e la fa esplodere, causando un'enorme sparatoria. Poco prima dell'uccisione di Quince e Earl quest'ultimo svela che il fondo nero di 43 milioni è solo uno di tanti. Nell'ultima scena, mentre i due pianificano la rapina di un'altra banca della CIA, Trench svela a Stigman che nella macchina esplosa non c'erano tutti i 43 milioni di dollari.

## Produzione

### Budget
Il budget stanziato per il film è stato di 74 milioni di dollari.

### Cast
All'avvio del progetto, erano stati scelti Vince Vaughn per il ruolo di Bobby ed Owen Wilson per quello di Stig, ma li sostituirono Denzel Washington e Mark Wahlberg Per la parte di Deb erano state prese in considerazione Ellen Pompeo e Marisa Tomei, ma il ruolo andò a Paula Patton.

### Riprese
Le riprese si sono svolte dal'11 giugno al 14 agosto 2012 tra la Louisiana e il Nuovo Messico, in diverse città, tra cui New Orleans, Albuquerque, Rio Rancho e Kenner.

## Distribuzione
Il primo trailer del film è uscito il 29 marzo 2013.
La pellicola è stata distribuita nelle sale cinematografiche statunitensi a partire dal 2 agosto 2013; il lancio in quelle italiane era previsto per il 15 agosto, ma è stato rimandato al 24 ottobre 2013.

## Riconoscimenti
- 2013 - Festival di Locarno
  - Variety Piazza Grande Award a Baltasar Kormákur
- 2014 - Golden Trailer Awards
  - Miglior poster
- 2014 - BMI Film & TV Award
  - Miglior colonna sonora a Clinton Shorter